# Giovanni Maria Angiolello
Giovanni Maria Angiolello (o Giovanni Maria degli Angiolello) (1451-vers 1525) fou un aventurer venecià, mercader i historiador que va escriure una història sobre els Ak Koyunlu.
El 1470 fou capturat a Negrepont, atacada pels otomans, i fou esclavitzat i enviat a Constantinoble. El 1462 fou assignat a Mustafa Celebi, comandant contra els Ak Koyunlu de Uzun Hasan que era aliat als venecians. A la mort de Mustafa (1474) fou tresorer de Mehmet II i després va estar al servei de Baiazet II. Després del 1483 la seva vida és fosca i se sap que va tornar a Vicenza i es va casar i va esdevenir funcionari. Probablement va tornar a territori otomà com a mercader on va romandre fins al 1515.
Va escriure Historia turchesca on destaca la part anomenada Breve narratione della vita et fatti del signor Ussuncassano. El llibre relata els fets a Turquia entre 1467 i 1524.